# 鍋島直亮
鍋島 直亮（なべしま なおすけ）は、江戸時代後期の大名。肥前国小城藩10代藩主。官位は従五位下・加賀守。

## 略歴
文政12年（1829年）正月9日、9代藩主・鍋島直堯の長男として小城にて誕生。
嘉永3年（1850年）4月、父の隠居により跡を継いだ。嘉永6年（1853年）、エフィム・プチャーチン率いるロシア帝国艦隊の長崎来航に伴い、帰国と長崎警固を命ぜられた。藩医に西洋医学の研究を命じ、後年、漢方医から蘭方医に切り替える基礎を築いた。万延元年遣米使節に藩士を派遣し、同年、宗家である佐賀藩に倣い洋式軍備の軍制改革を行なった。
元治元年（1864年）2月27日、36歳で死去した。佐賀藩主・鍋島直正（閑叟）の子で養子の直虎が跡を継いだ。

## 系譜
父母
- 鍋島直堯（父）
- お瀧 ー 日出島宗完の娘、側室（実母）

正室
- 唯証院 ー 鍋島直永の娘

子女
- 春子 ー 鍋島直虎正室

養子
- 鍋島直虎 ー 鍋島直正の七男